# Soliloquent

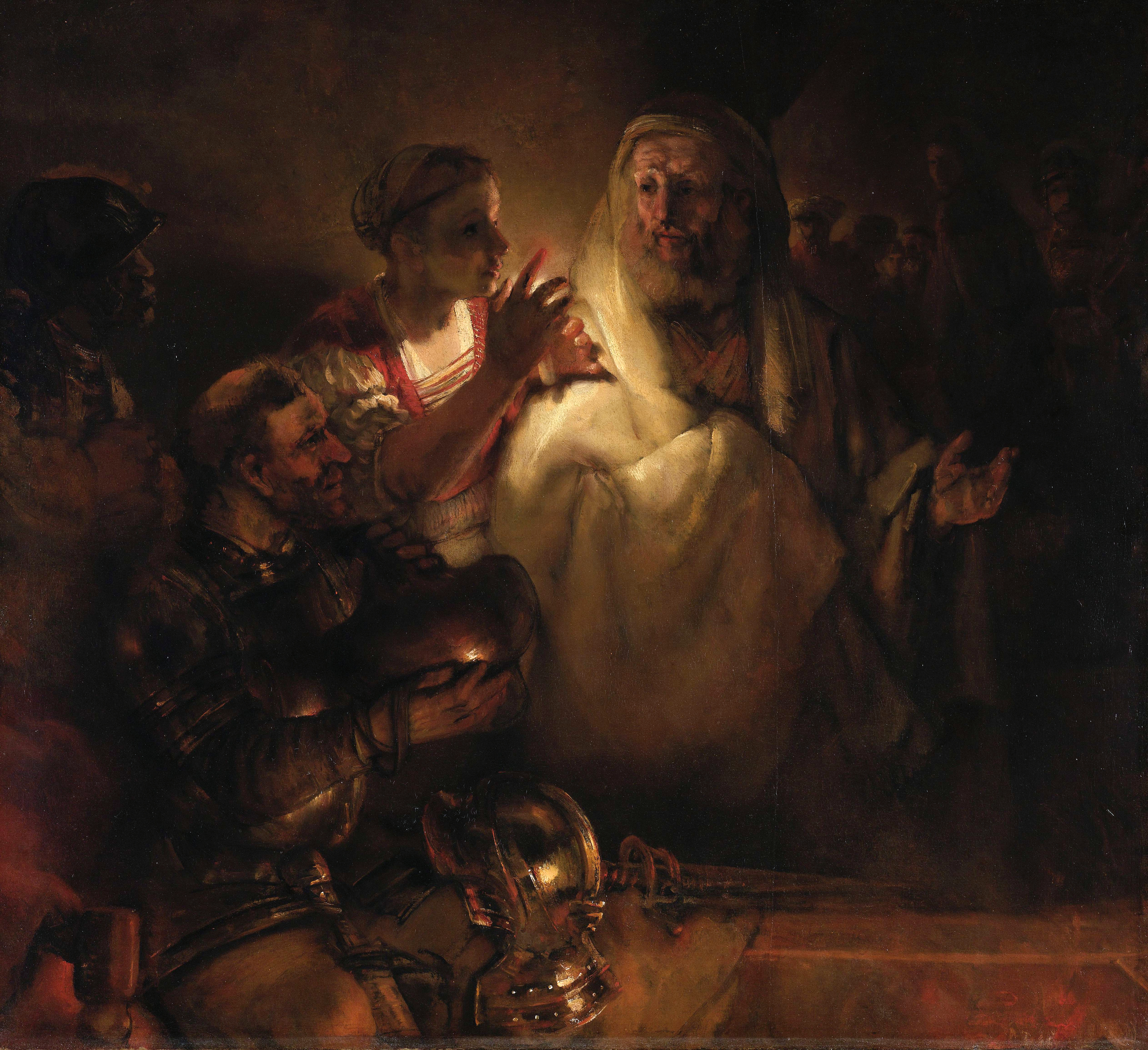
Typische Soliloquenten auf einem Gemälde Rembrandts: rechts Simon Petrus, links eine Magd

Ein Soliloquent ist ein Sänger, der mit seinem Sprechgesang als erzählende Einzelperson hervortritt. Sein Solo wird meist ohne die Begleitung von Musikinstrumenten vorgetragen. Als Stimmlagen sind in der Regel Sopran, Alt, Tenor oder Bass vorgesehen.

## Etymologie
Die Bezeichnung Soliloquent leitet sich von zwei lateinischen Wörtern ab: von solus, zu deutsch allein oder nur, und loqui, sprechen, reden. Soliloquenten sind also die allein Redenden.

## Einsatzgebiete
Soliloquenten treten häufig beim Vortrag von Passions- oder Weihnachtsgeschichten auf, wo sie die Texte der beteiligten Personen wiedergeben. Üblicherweise werden die Interpreten des Evangelisten und von Jesus nicht zu den Soliloquenten gezählt. Deshalb hat sich auch der lateinische Ausdruck „Alienae personae“ (lateinisch: die übrigen Personen) eingebürgert, um diese Abgrenzung deutlich zu machen.
Die Tradition der Soliloquenten kam in der Kirchenmusik zu Zeit Martin Luthers auf, wo deutschsprachige Passionsvertonungen entstanden, die sich an katholischen Vorbildern in lateinischer Sprache orientierten, wie zum Beispiel von Johann Walter oder Antonius Scandellus. Spätere Beispiele sind die Matthäus-, die Johannes- und die Lukas-Passion von Heinrich Schütz.
Die direkte Rede von Gruppen, wie zum Beispiel den Jüngern Jesu oder den Kriegsknechten, wird oft nicht von Soliloquenten, sondern in sogenannten Turba-Chören wiedergegeben. In sehr kleiner Besetzung können neben den Partien des Evangelisten und von Stimme Jesu alle übrigen Rollen der Soliloquenten und Turbae von einem einzigen, dritten Sänger übernommen werden.